# Miss Earth 2007
| Data:                | 11 listopada 2007                     |
| Kraj:                | Filipiny                              |
| Miasto:              | Quezon City                           |
| Gala finałowa:       | University of the Philippines Theater |
| Liczba uczestniczek: | 88                                    |
| Zwyciężczyni:        | Jessica Trisko, Kanada                |
| Poprzedniczka:       | Hil Hernández, Chile                  |
| Następczyni:         | Karla Henry, Filipiny                 |
| -------------------- | ------------------------------------- |

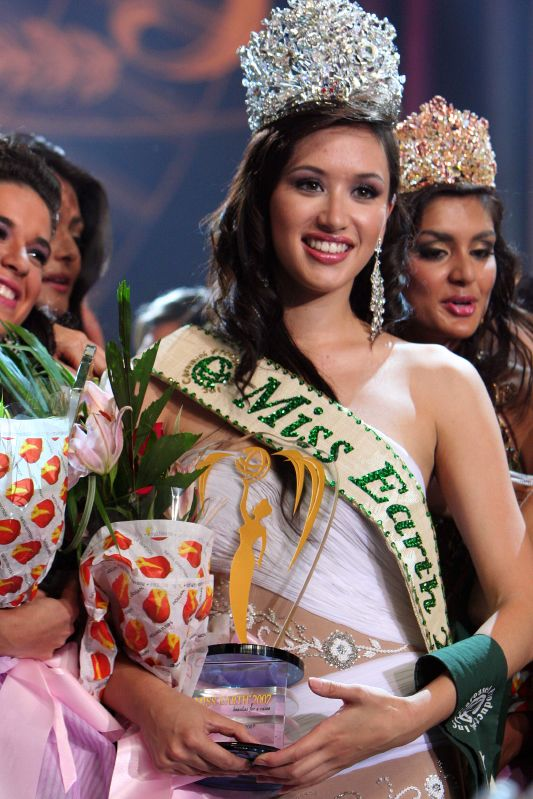
Jessica Trisko podczas koronacji Miss Earth 2007

Miss Earth 2007 – 7. edycja konkursu Miss Earth. Odbyła się 11 listopada 2006 r. w University of the Philippines Theater, w Quezon City na Filipinach. W konkursie wzięły udział 88 kobiety z całego świata. Konkurs wygrała reprezentantka Kanady – Jessica Trisko.

## Wyniki

### Miejsca
| Wyniki finału                | Uczestniczka |
| ---------------------------- | --- |
| Miss Earth 2007              | - Kanada – Jessica Trisko |
| Miss Powietrza (1. wicemiss) | - Indie – Pooja Chitgopekar |
| Miss Wody (2. wicemiss)      | - Wenezuela – Silvana Santaella |
| Miss Ognia (3. wicemiss)     | - Hiszpania – Ángela Gómez |
| Top 8                        | - Gruzja – Nanka Mamasakhlisi - Peru – Odilia García - Szwajcaria – Stefanie Gossweiler - Tajlandia – Jiraporn Sing-ieam |
| Top 16                       | - Czechy – Eva Čerešňáková - Dominikana – Themys Febriel - Liban – Amale Al-Khoder - Martynika – Élodie Delor - Nigeria – Stacey Garvey - Południowa Afryka – Bokang Montjane - Rumunia – Alina Gheorge - Szwecja – Ivana Gagula |

### Nagrody specjalne
| Nagroda specjalna                 | Uczestniczka                        |
| --------------------------------- | ----------------------------------- |
| Piękno dla celu                   | Południowa Afryka – Bokang Montjane |
| Miss Fotogeniczności              | Filipiny – Jeanne Angeles Harn      |
| Najlepszy kostium narodowy        | Tajlandia – Jiraporn Sing-ieam      |
| Miss Przyjaźni                    | Liban – Amale Al-Khoder             |
| Miss Talentu                      | Litwa – Monica Baliunaite           |
| Najładniejsza w stroju kąpielowym | Wenezuela – Silvana Santaella       |
| Najładniejsza w sukni wieczorowej | Wenezuela – Silvana Santaella       |

## Uczestniczki
- Albania – Shpresa Vitia
- Anglia – Clair Cooper
- Argentyna – María Antonella Tognolla
- Australia – Victoria Louise Stewart
- Bahamy – Sharon Eula Rolle
- Belgia – Melissa Cardaci
- Belize – Leilah Pandy
- Boliwia – Carla Loreto Fuentes Rivero
- Bośnia i Hercegowina – Dzenita Dumpor
- Botswana – Millicent Ollyn
- Brazylia – Patrícia Andrade
- Chiny – Yu Peipei
- Chińskie Tajpej – Sonya Lee
- Czechy – Eva Čerešňáková
- Dania – Trine Lundgaard Nielsen
- Dominikana – Themys Febriel
- Ekwador – Verónica Ochoa Crespo
- Etiopia – Nardos Tafese
- Fidżi – Minal Maneesha Ali
- Filipiny – Catherine Untalan
- Finlandia – Anna Pohtimo
- Francja – Alexandra Gaguen
- Ghana – Diana Naa Blankson
- Gruzja – Nanka Mamasakhlisi
- Gwadelupa – Virgine Mulia
- Gwatemala – Jessica María Scheel
- Hiszpania – Ángela Gómez
- Holandia – Milou Verhoeks
- Hongkong – Fan Miao-Meng
- Indie – Pooja Chitgopekar
- Indonezja – Artri Sulistyowati
- Irlandia Północna – Aine Gormley
- Islandia – Katrín Dögg Sigurdardóttir
- Izrael – Mor Donay
- Japonia – Ryoko Tominaga
- Kamerun – Pauline Marcelle Kack
- Kanada – Jessica Trisko
- Kazachstan – Zhazira Nurkhodjaeva
- Kenia – Volen Auma Owenga
- Kolumbia – Mileth Johana Agámez
- Kongo – Maurielle Massamba
- Korea Południowa – Yoo Ji-eun
- Kostaryka – Natalia Salas Mattey
- Kuba – Ariana Barouk

- Liban – Amale Al-Khoder
- Liberia – Telena Cassell
- Litwa – Monika Baliunaite
- Łotwa – Ilze Jankovska
- Makau – Zhang Xiao-Yu
- Malezja – Dorkas Cheok
- Martynika – Élodie Delor
- Meksyk – María Fernanda Cánovas
- Nepal – Bandana Sharma
- Niemcy – Sinem Ramazanoglu
- Nigeria – Stacey Garvey
- Nikaragua – Iva Grijalva Pashova
- Niue – Shevalyn Maika
- Norwegia – Margaret Paulin Hauge
- Nowa Zelandia – Claire Kirby
- Paragwaj – Griselda Quevedo
- Peru – Odilia García
- Polska – Barbara Tatara
- Południowa Afryka – Bokang Montjane
- Rumunia – Alina Gheorge
- Saint Lucia – Oneka McKoy
- Salwador – Julia Ayala
- Sierra Leone – Theresa Turay
- Słowacja – Barbora Palovičová
- Słowenia – Tanja Trobec
- Surinam – Safyra Duurham
- Stany Zjednoczone – Lisa Forbes
- Szwajcaria – Stefanie Gossweiler
- Szwecja – Ivana Gagula
- Tajlandia – Jiraporn Sing-ieam
- Tanzania – Angel Kileo
- Trynidad i Tobago – Carleen Ramlochansingh
- Tybet – Tenzin Dolma
- Turks i Caicos – Tameka Deveaux
- Uganda – Hellen Karungi
- Ukraina – Galyna Andreeva
- Walia – Sarah Fleming
- Wenezuela – Silvana Santaella
- Wietnam – Trương Tri Trúc Diễm
- Włochy – Bernadette Mazzù
- Wyspy Dziewicze Stanów Zjednoczonych – Je T’aime Cerge
- Zambia – Sphiwe Benasho
- Zimbabwe – Nyome Omar